# 田村麻子
田村麻子（たむら あさこ）は、日本のソプラノ歌手、オペラ歌手。京都府出身。ニューヨーク在住。クリスタル・アーツ所属。

## 来歴・人物
京都府出身。国立音楽大学声楽科、東京藝術大学大学院修士課程修了。ニューヨーク・マネス音楽院首席卒業。
1997年プラシド・ドミンゴ国際オペラ・コンクールに最年少での入選を始め、ジュゼッペ・ディ・ステファノ国際コンクール（イタリア）第1位など世界の主要コンクールで上位入賞。2002年『三大テノール・コンサート』でプラシド・ドミンゴ、故ルチアーノ・パヴァロッティ、ホセ・カレーラスらと共演。2007年ニューヨークのリンカーン・センターでのデビューでは、急遽アプリーレ・ミッロの代役を務め、ニューヨーク・タイムズ紙において高い評価を受けた。
これまでにメトロポリタン歌劇場管弦楽団、BBC交響楽団、ローマ祝祭管弦楽団、LAシンフォニー、シカゴフィル、ハンガリー放送交響楽団等多くのオーケストラから招聘され共演している。
また世界各地でオペラに出演しており「蝶々夫人」をロンドン・ロイヤル・アルバート・ホール、ウルグアイ国立ソリス歌劇場、ボルティモア・リリックオペラ等で、「ランメルモールのルチア」をイタリア国立カリアリ歌劇場、シチリア・トラーパニ音楽祭、ハンガリー国立歌劇場、ルーマニア国立歌劇場、「椿姫」をアメリカ・エルパソオペラ、カラマズーオペラ、「群盗」「真珠採り」をアメリカ・サラソタオペラ等に出演。
日本国内では佐渡裕指揮『サントリー1万人の第九』、08年朝日新聞『100万人のクラシック』、2012年『九電ふれあいコンサート』、毎日新聞『生きる2013～森山良子 with FRIENDS』など様々なプロジェクトに参加。2014年佐渡裕プロデュースオペラ「コジ・ファン・トゥッテ」（兵庫県立芸術文化センター）にデスピーナ役で出演。2015年NHKニューイヤーオペラコンサート（NHKホール・1月3日生放送）に出演し好評を博した。
2015年4月「全米桜祭り」のスポーツイベントとして、大リーグのナショナルズ対ヤンキースのオープン戦の試合前にアメリカ国歌を斉唱した。

## ディスコグラフィー
- オペラアリア集（2007年10月24日）
- ジュエルズ・オブ・アヴェ・マリア（オルガン伴奏: 福本茉莉）（2015年7月26日）[1]
- ノスタルジア―日本の歌―（編曲・ピアノ:直江香世子、ピアノ:江澤隆行、クァルテット・レオーネ（2015年8月26日）